# The Point Men
The Point Men ist ein US-amerikanischer Action-Spielfilm aus dem Jahr 2001. In den Hauptrollen spielen Christopher Lambert und Kerry Fox. Die Geschichte spielt im Geheimdienst-Milieu des Nahen Ostens. Das Drehbuch entstand nach einem Roman von Steven Hartov.

## Handlung
Tony Eckhardt, Agent des israelischen Geheimdienstes Mossad, hat einen neuen Auftrag: Er und sein Team sollen den palästinensischen Top-Terroristen Amar aus dem Weg räumen. Doch die Operation läuft schief. Sie werden in eine Falle gelockt und die Agenten werden von einer Gruppe Schwerbewaffneter überrascht, Tonys Partner wird erschossen. Tony ist sich sicher: Die Falle war von Amar gestellt. Doch seine Vorgesetzten glauben ihm nicht und suspendieren ihn und sein Team vom Dienst.
Parallel dazu lässt sich Amar von einem Chirurgen ein neues Gesicht verpassen. Das Operationsteam bringt er im Anschluss um. Unerkannt jagt er Tony und seinen Leuten hinterher. Einer nach dem anderen stirbt auf mysteriöse Weise. Es stellt sich heraus, dass es sich um einen persönlichen Feldzug von Amar handelt. Aber auch politische Interessen spielen für Amar eine große Rolle: Auf den Vertreter einer palästinensischen Delegation, einen Halbbruder von Amar, will er ein Attentat verüben.
Amar ist aber nicht nur bereit, seinen eigenen Halbbruder zu töten, sondern will Eckhard und dessen Kollegin, die mittlerweile einzigen Überlebenden des israelischen Teams, endgültig aus dem Weg räumen. In einem starken Finish kommt es dann zum Duell der beiden Agenten. Amar wird erschossen und Eckhardt gründet mit seiner Kollegin eine Familie.

## Kritik
„Serielle Agenten-Action von der Euro-Stange.“

„Solide entwickelter Thriller, der deutlich an seiner Unterbudgetierung krankt, gegen die auch der recht überzeugend spielende Christopher Lambert nicht anzuspielen vermag.“

„[K]aum zu glauben angesichts dieses Wirrsinns: In deutschen Discotheken zieren Hakenkreuze die Wände, New York und Tel Aviv sehen aus wie ein Hinterhof in Hürth-Kalscheuren… Fazit: Christopher Lambert als Karrierekiller.“